# Niccolò Soldanieri
Niccolò di Neri Soldanieri (Firenze, ... – Firenze, 1385) fu un poeta fiorentino del XIV secolo appartenente alla nobile casata ghibellina dei Soldanieri, più volte esiliata da Firenze.
Della sua vita non si hanno notizie certe, se non la data della morte, avvenuta a Firenze il 20 settembre 1385. Come poeta fu particolarmente attivo sul versante della poesia musicale legata alla scuola fiorentina dell'Ars nova, dove eccelse caratterizzandosi per la grazia epigrammatica dei suoi versi, pervasi da una venatura di garbato erotismo allusivo, e per lo stile brioso, ricco di onomatopee e di artifici retorici; di lui resta anche una cospicua produzione di canzoni morali e di sonetti, attraverso i quali entrò in corrispondenza con altri poeti fiorentini coevi (Pierozzo Strozzi, Pescione de' Cerchi e Francesco di Simone Peruzzi).
Molte delle sue ballate e dei suoi madrigali furono messi in musica dai più illustri rappresentanti dell'Ars nova fiorentina (Gherardello da Firenze, Lorenzo Masini, Niccolò da Perugia) e sono contenuti, completi di notazione musicale, nel celebre Codice Squarcialupi.
Nei primi anni del Quattrocento il cronista e narratore lucchese Giovanni Sercambi inserì molti componimenti del Soldanieri nelle pagine del suo Novelliere, servendosene come intermezzo poetico tra una novella e l'altra. Il corposo utilizzo della lirica soldanieriana da parte dello scrittore lucchese ha dato adito all'ipotesi, poi dimostratasi priva di significative prove documentarie, di un prolungato soggiorno del Soldanieri a Lucca e di un'amicizia, anch'essa non documentata, con il Sercambi.